# História de Myanmar
A História de Myanmar (antigamente conhecida em português como "Birmânia") abrange o período a partir do momento dos primeiros assentamentos humanos conhecidos de 13 000 anos atrás até os dias atuais. Uma sucessão de povos emigrou pelo vale do Irrawadi desde o Tibete e a China e foi influenciada pelas instituições da Índia. Os primeiros foram os môn (3000 a.C.). O povo pyu chegou em 628 d.C., enquanto os birmaneses entraram na região em meados do século IX. Migrações posteriores trouxeram os shan, kachin e os karen.

## Reinos budistas
Crê-se que o primeiro grupo étnico a migrar para o vale do baixo Irauádi foi o dos mons que, dominantes no sul da região na altura de 900 a.C., estiveram entre os primeiros no Sudeste Asiático a adotar o budismo teravada. No século I a.C., seguiram-se os pyus, de língua tibetano-birmanesa, que fundaram diversas cidades-Estado no Irauádi central. O reino pyu foi dizimado no século IX pelo reino de Nan chao (na atual Iunã).
Os birmanes ou "bramás" (atualmente a etnia principal de Myanmar) começaram a migrar do reino de Nan chao (Iunã) para o vale do Irauádi a partir do século VII e, em 849, fundaram um pequeno reino com centro em Bagan. No reinado de Anawrahta (944-1077), a influência de Pagan expandiu-se para o território aproximado ao de Myanmar atual. Após conquistar a capital mon em 1057, os birmaneses adotaram o budismo teravada e desenvolveram a escrita birmanesa, baseada na escrita mon. Os reis de Pagan construíram muitos templos e pagodes no país, aproveitando-se da prosperidade trazida pelo comércio.

A ascendência de Pagan no vale do Irauádi chegou ao fim com a invasão mongol pelas forças de Cublai Cã, a partir de 1277; Pagan foi saqueada em 1287. Embora os mongóis não tenham permanecido no vale do Irauádi, o povo tai-shan, que os acompanhava, instalou-se na região. Sucedeu ao reino de Pagan um conjunto de pequenos Estados, em geral controlados por shans incorporados à cultura local, como os reinos de Ava e de Pegu. Em 1527, shans conquistaram a capital de Ava.

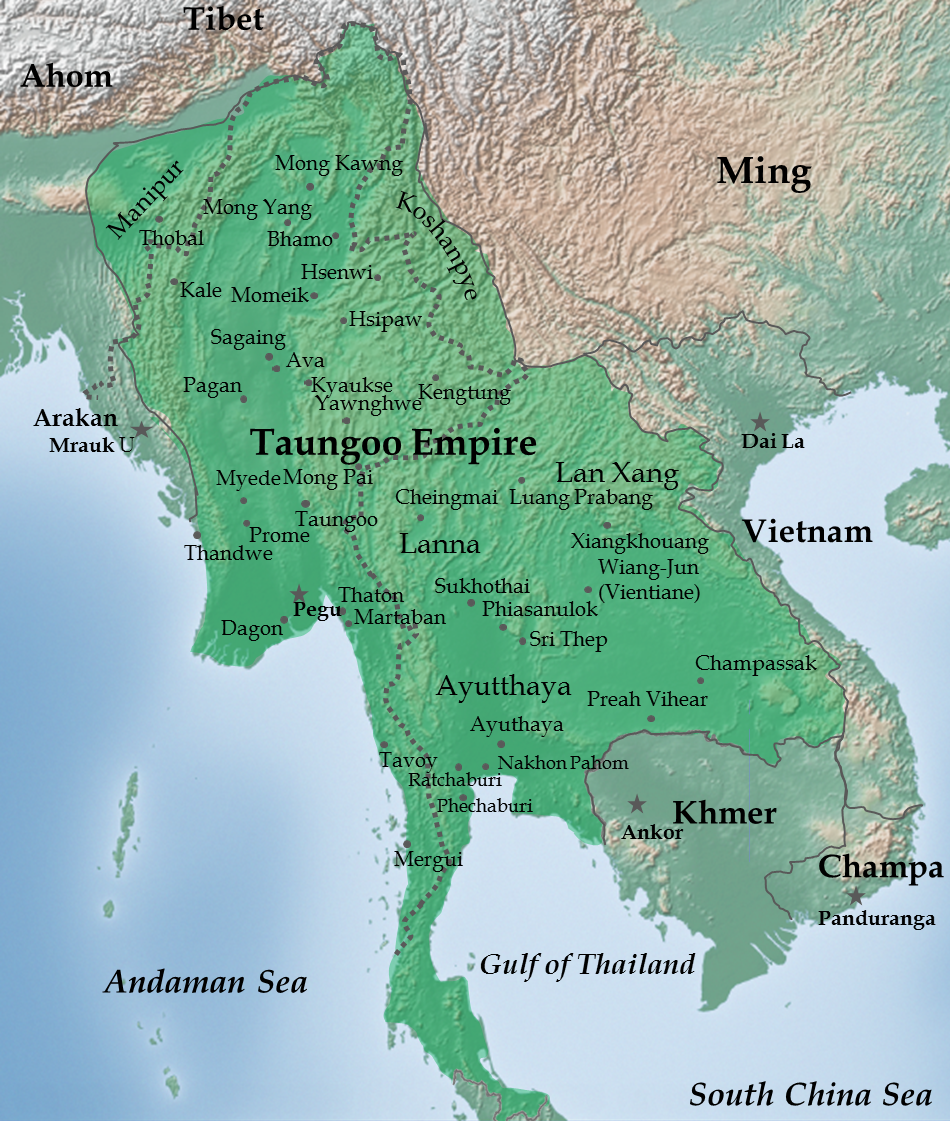
Reino de Tungoo em 1580, na sua máxima extensão

Com a ajuda de birmanes que haviam fugido de Ava, o pequeno reino birmane de Taungû derrotou o poderoso reino mon de Pegú, de modo a reunificar a Baixa Birmânia por volta de 1540. Posteriormente, veio a conquistar a Alta Birmânia (1555), Manipur (1556), Estados shans (1557), Chiang Mai (1557), o reino  de Ayutthaya (1564, 1569) e o reino laosiano de Lan Xang (1574), assim controlando a maior parte da porção ocidental do Sudeste Asiático. Com a morte do rei Bayinnaung em 1581, seu reino desmoronou. Os siameses de Ayutthaya expulsaram os birmaneses, enquanto que em 1599 forças da etnia arracanesa, ajudadas por mercenários portugueses, saquearam Pegu (agora capital do reino de Taungu). O principal mercenário português, Filipe de Brito e Nicote, revoltou-se contra seus mestres arracaneses e passou a controlar o que era então o mais importante porto da Birmânia, Sirião (hoje Thanlyin).
Os birmaneses, chefiados pelo rei Anaukpetlun (1605-1628), reorganizaram-se e derrotaram os portugueses em 1611. Anaukpetlun restabeleceu um reino de dimensões menores com base em Ava e que incluía a Alta e a Baixa Birmânias e os Estados shans (mas sem os arracaneses ou Taninthayi). O posterior declínio daquele reino assistiu a uma revolta bem-sucedida dos mons, a partir de 1740, com ajuda francesa e incentivo siamês; os mons conquistaram a Baixa Birmânia em 1747 e terminaram por extinguir a Casa de Taungu em 1752, com a queda de Ava.
O rei Alaungpaya (1752–1760) instituiu a dinastia Konbaung em Shwebo, em 1752, fundou Rangum em 1755 e, na altura de sua morte, havia reunificado o país. Os conflitos com a China Qing e os siameses na segunda metade do século XVIII não tiveram resultado decisivo, mas os birmaneses lograram conquistar os arracaneses a oeste, ademais de anexar formalmente Manipur em 1813.
Os birmaneses sufocaram uma revolta em Manipur em 1819 e naquele ano conquistaram o reino de Assã, até então independente. Tais aquisições estenderam o território birmanês até a Índia Britânica.

## Época colonial (1824-1948)
Durante a Primeira Guerra Anglo-Birmanesa (1824-1826), os britânicos derrotaram as tropas do Império da Birmânia, resultando na cessão, por parte de Myanmar, de Assã, Manipur, Arracão e Tenassarim. A Segunda Guerra Anglo-Birmanesa, em 1852, durou três meses, após o que os britânicos anexaram as restantes províncias litorâneas: Irauádi, Rangum e Pegu, renomeadas Baixa Birmânia. Após o reinado do popular rei Mindon Min (1853–1878), fundador de Mandalay, os britânicos depuseram o fraco rei Thibaw Min (1878–1885), na Terceira Guerra Anglo-Birmanesa (na verdade, a simples tomada da capital Mandalay). A família real birmanesa foi exilada para a Índia. A Alta e a Baixa Birmânias foram reunidas e administradas como uma única província da Índia Britânica.
Os britânicos mudaram a capital de Mandalay para Rangum 1886. O desenvolvimento econômico, baseado no cultivo de arroz e na exploração da teca e da borracha, fora considerável no período colonial. O país tornou-se o maior exportador de arroz. Em 1937, os britânicos separaram a Birmânia da Índia.
Os britânicos construíram escolas, prisões e estradas de ferro. O ressentimento birmanês com a ocupação colonial manteve-se forte e ocasionalmente provocava distúrbios violentos. O descontentamento era provocado particularmente pelo que era visto como desrespeito à cultura e tradições birmanesas, como o uso de sapatos, pelos britânicos, ao entrar em templos e santuários budistas. O budismo passou a ser empregado como foco de resistência pelos birmaneses e os monges budistas tornaram-se a vanguarda do movimento pela independência. Em 1 de abril de 1937, Myanmar passou a ser um território administrado separadamente da Índia Britânica.
Durante a Segunda Guerra Mundial, Myanmar transformou-se numa das principais frentes de batalha do teatro de operações do Sudeste Asiático. A administração britânica desmoronou face ao avanço japonês e cerca de 300 000 refugiados cruzaram a selva para a Índia; apenas 30 000 chegaram com vida. A campanha militar japonesa expulsou os britânicos de Myanmar, mas o Reino Unido contra-atacou com tropas do exército indiano britânico e, na altura de 1945, havia retomado o país. Tropas autóctones lutaram nos dois lados da guerra. O movimento thakin havia formado um Exército para a Independência Birmanesa (EIB), que apoiou a invasão japonesa na Birmânia, mas depois resistiu ao domínio japonês sob o nome de Liga Antifascista da Liberdade do Povo (LAFLP). O país foi reconquistado pelos Aliados sob a liderança de Lord Mountbatten e do general Orde Charles Wingate (1944-1945). A Grã-Bretanha negociou com a LAFLP e o país tornou-se independente em 4 de janeiro de 1948, abandonando a Commonwealth.

## Primeira república democrática (1948-1962)
Em 4 de janeiro de 1948, o país tornou-se uma república independente, fora da Commonwealth Britânica, com o nome oficial União da Birmânia. Sao Shwe Thaik assumiu a presidência e U Nu, o cargo de primeiro-ministro. Instituiu-se um parlamento bicameral. Em 1961, o birmanês U Thant foi eleito Secretário-Geral das Nações Unidas, o primeiro indivíduo não-ocidental a ocupar a chefia de uma organização internacional; ele permaneceria no cargo por dez anos.

## Regime militar (1962-2011)

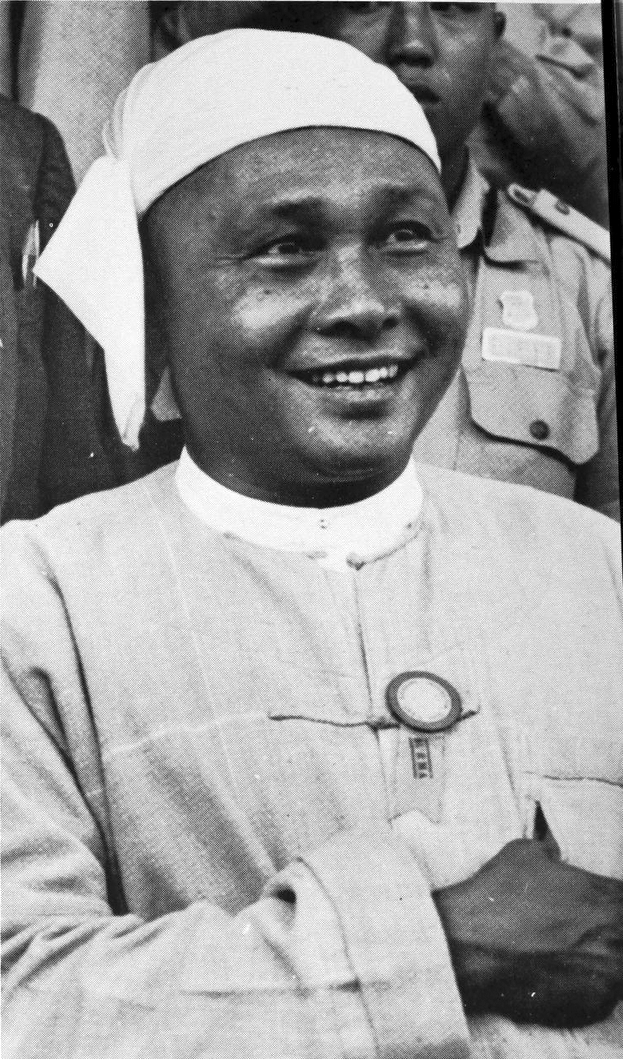
O primeiro-ministro U Nu (1948-1956; 1957-1958; 1960-1962).

A vida política da Birmânia, desde então, foi pouco tranquila. Embora a Constituição consagrasse o estabelecimento de estados autônomos para as etnias shan, karen, kachin e chin, o novo Estado independente teve de enfrentar instabilidade política, insurreições étnicas e várias tentativas de secessão durante três décadas. Durante a década de 1950 começou a reconstrução econômica. O domínio da LAFLP foi ratificado em sucessivas eleições. U Nu, primeiro-ministro (1948-1956; 1957-1958; 1960-1962) da Birmânia, enfrentou a guerra civil deflagrada pelos comunistas e a Rebelião dos karenes (1949-1955).
Por volta de 1958, o exército estabeleceu um governo provisório que aplicou uma disciplina administrativa e conteve as tendências separatistas nos estados shan. Nas eleições de 1960, venceu a facção de U Nu. O seu apoio ao budismo e sua tolerância ao separatismo étnico precipitou um golpe militar em 1962, encabeçado pelo general Ne Win, que depôs e prendeu o dirigente U Nu, anunciando que havia traçado a "Via birmanesa para o socialismo".

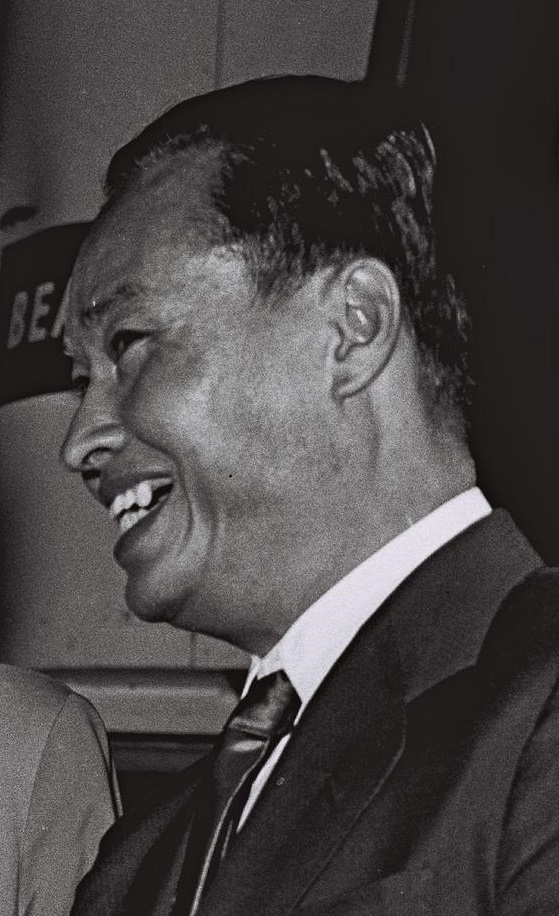
O general Ne Win instituiu um governo militar que procedeu à socialização de grande parte do sistema econômico.

Durante as décadas de 1960 e 1970, o general Ne Win suspendeu a constituição de 1947 e estabeleceu um regime socialista e autoritário. Promulgou-se uma nova constituição em 1974 estabelecendo um sistema unipartidário. Os maiores setores econômicos foram imediatamente nacionalizados, a rápida industrialização fracassou e o isolamento do resto do mundo foi aumentando. Produziram-se várias insurreições nos estados kachin e shan e as tensões entre a maioria budista e as minorias hinduísta, muçulmana e cristã persistiram. Em 1981, Ne Win renunciou à presidência. Não obstante substituído pelo general San Yu no governo, Ne Win manteve o poder. No final da década de 1980, a corrupção e a má administração do Governo tornaram a Birmânia num dos países mais pobres do mundo.
Em 1988, grandes demonstrações de descontentamento popular pela má gestão da economia ao longo de décadas obrigaram o general Saw Maung a liderar novo golpe, que fechou o congresso unicameral e impôs novo regime de partido único. Depois do golpe militar de 1988, todos os órgãos de governo foram substituídos pelo Conselho de Estado para a Restauração da Lei e da Ordem, que passou a governar com lei marcial. A Birmânia praticou uma política de estrita neutralidade, conseguindo ficar à margem dos grandes conflitos políticos internacionais, tal como as guerras da Indochina. Também soube manter a sua autonomia, reduzindo sua dependência da ajuda externa.
O novo regime militar, em 1989, mudou oficialmente o nome do país para União de Myanmar e o nome da capital de Rangum para Yangon. A oposição ao poder militar recrudesceu, com exigência de democratização do regime. Os militares permitiram novos partidos e anunciaram eleições para o ano seguinte. Ainda em 1989, voltou ao país Aung San Suu Kyi, filha do líder independentista Aung San, assassinado em 1947. Crítica do regime, foi mantida sob prisão domiciliar pelo governo, então nas mãos do general Saw Maung.

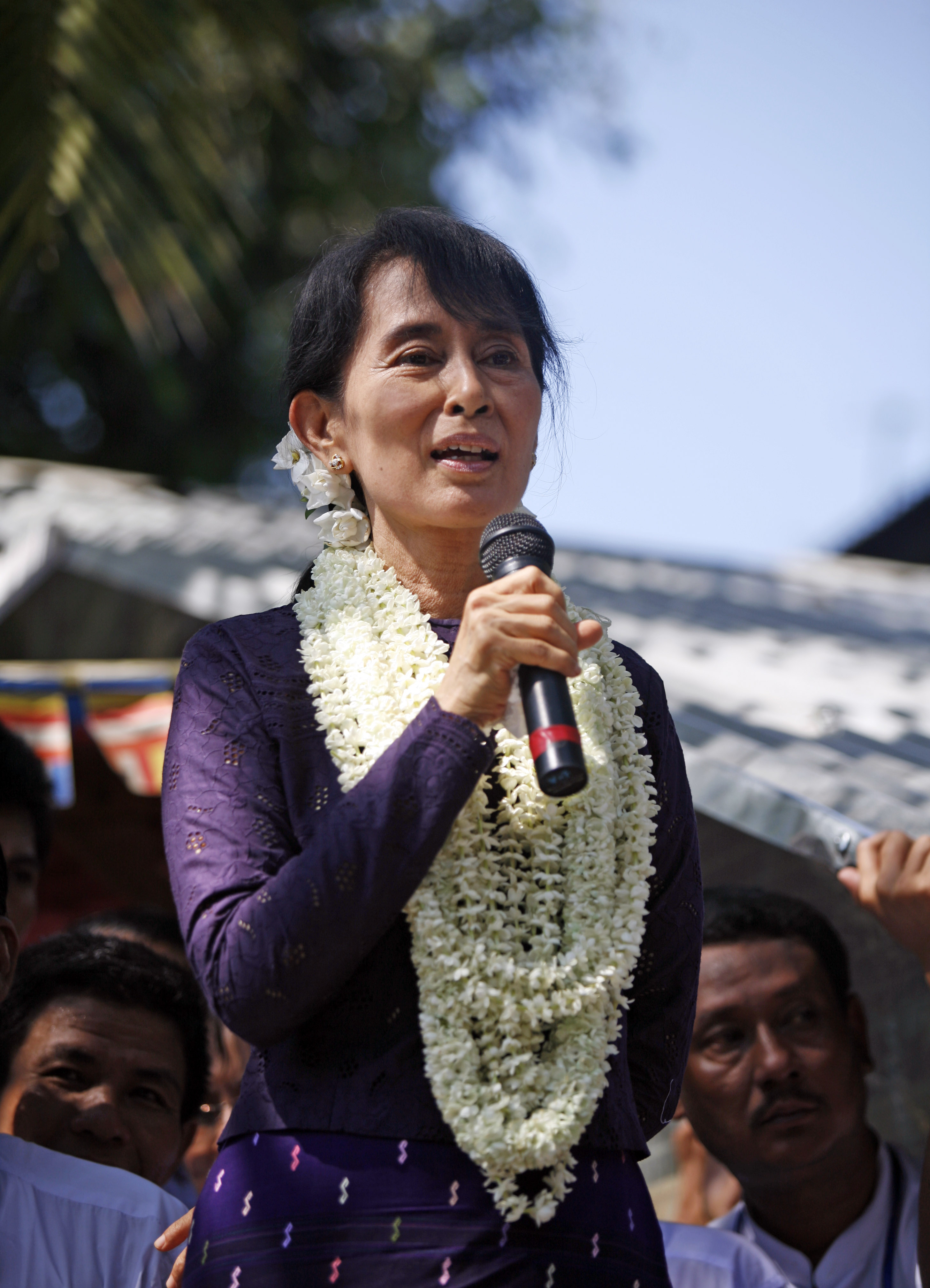
Aung San Suu Kyi

Em maio de 1990 realizaram-se as primeiras eleições multipartidárias em trinta anos para uma Assembleia Nacional Constituinte sem poderes legislativos. A Liga Nacional pela Democracia (LND) obteve a vitória com mais de 80% dos votos, mas as forças militares mantiveram o poder, depois de impedirem os líderes do partido oposicionista, Tin U e Suu Kyi, de governar. Tin U exilou-se no oeste. Os deputados eleitos para elaborar uma nova Constituição tiveram de se reunir clandestinamente perto da fronteira tailandesa. A comunidade internacional condenou sistematicamente as ações sangrentas levadas a cabo pelo regime militar. Transformada em símbolo da resistência pacífica, Aung San Suu Kyi, secretária-geral do LND, obteve em 1991 o Prêmio Nobel da Paz.
Sem partidos de oposição, colocados na ilegalidade, a repressão aumentou, principalmente após o general Than Shwe suceder Saw Maung no comando da junta militar em 1992. Nesse ano, a junta no poder foi unanimemente condenada pela ONU pela política repressiva. Os choques armados e a agitação popular se mantiveram, provocando a saída do país de milhares de pessoas que fugiram da violência, até que, entre fevereiro de 1995 e janeiro de 1996, o exército conseguiu acabar com a resistência armada das etnias karen e mong.
No entanto, a violência institucional, o desrespeito aos direitos humanos e a prisão arbitrária de opositores continuaram. Surpreendentemente libertada em julho de 1995, Aung San Suu Kyi assumiu a liderança da Liga Nacional pela Democracia, o que fez com que meses depois (dezembro de 1996) voltasse à prisão domiciliar. Em abril seguinte, os Estados Unidos anunciaram a adoção de sanções econômicas contra o regime birmanês, devido a seu menosprezo pelos direitos humanos. Nos anos seguintes, Suu Kyi apelou à comunidade internacional para isolar o regime militar no poder, na sequência da política de repressão e de contínuas perseguições aos ativistas da oposição. Contudo, apesar de alguns embargos, o regime foi tendo o beneplácito das organizações em que se pretendia integrar. Em 1997, apesar da falta de abertura política, o país foi admitido na ASEAN.

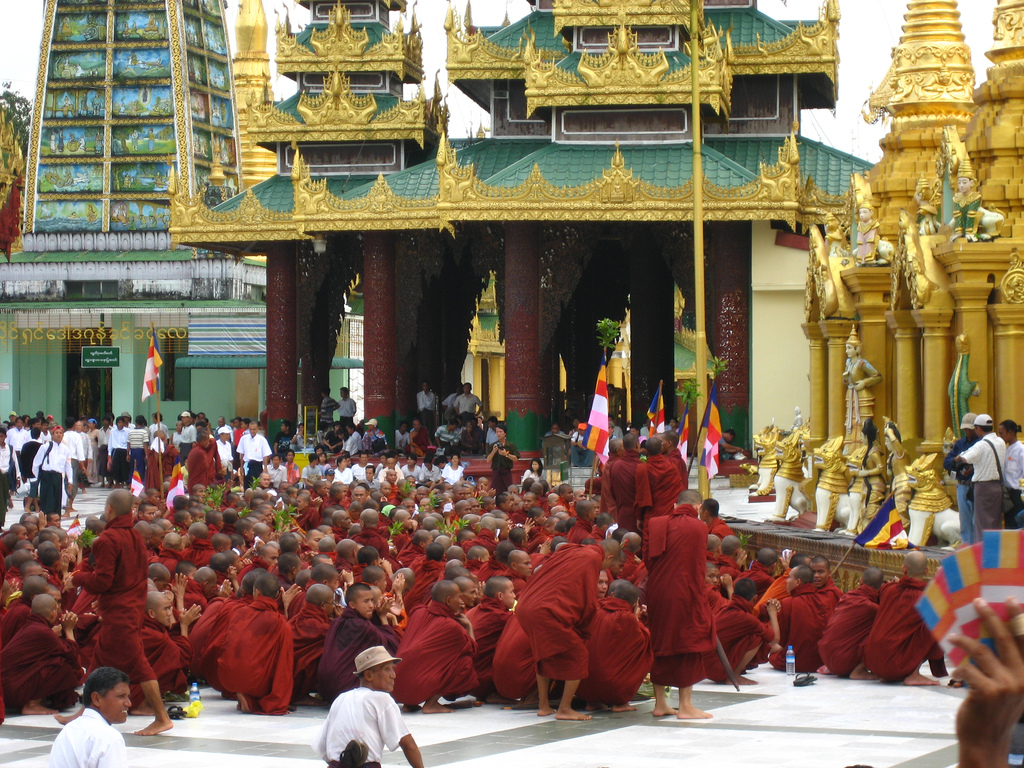
Protestos de monges budistas em 2007.

Conversações foram mantidas entre Aung San Suu Kyi e os líderes militares desde 2000, o que não acontecia desde 1994. Em 2003, após fortes críticas ao governo e confrontos entre os seus fiéis apoiantes e as forças governamentais, Aung San Suu Kyi foi novamente colocada em prisão domiciliar. Foram abertas exceções em 2006 e depois em setembro de 2007 para que pudesse receber Ibrahim Gambari, enviado pelas Nações Unidas numa tentativa de mediar conversações entre o poder e a oposição. Neste último ano, aquando do seu aniversário, cerca de um milhão de apoiantes, liderados por monges budistas, manifestaram-se em frente à sua casa contra a junta militar num apelo à democracia, o mesmo acontecendo em outros locais do país. Este acontecimento deu origem a novos confrontos entre as duas forças políticas, levando a manifestações de apelo internacionais para a restauração da democracia em Myanmar.

## Segunda república democrática (2011-hoje)
Em fevereiro de 2011, o general reformado Thein Sein foi eleito presidente pela assembleia. Dissolveu-se o regime militar em março. O novo governo oficial é civil, apesar de quase toda a sua formação por militares. O governo deu anistia a mais de dez presos políticos, o que possibilitou a retomada americana das relações diplomáticas em 2014.
A assembleia fez a instalação em março do mesmo ano de uma comissão para a revisão da constituição. A reforma foi considerada interessante a Suu Kyi, a qual somente terá como possibilidade sua disputa à presidência caso houver a queda do veto a candidatos cujos cônjuges são naturais de outros países (seu marido é natural do Reino Unido).
Budistas do povo raquine atacaram muçulmanos da minoria ruainga, no estado de Arracão e essa onda de violência foi intensificada em 2012, matando 167 pessoas. Em 2013, o conflito foi se alastrando aos demais estados. Num dos episódios de maior gravidade, em março, incendiaram-se 1 200 edifícios em Meiktila, no sul, no minímo 43 pessoas perderam a vida. Devido aos confrontos, 140 mil muçulmanos fugiram.
No começo de 2013, o exército atacou os rebeldes kachin, no norte do país, matando 300 pessoas. Em setembro, o governo fez uma proposta para negociar um cessar-fogo nacional com várias guerrilhas étnicas atuantes em Myanmar tendo como exigência uma autonomia regional. Em outubro, o governo e os kachin entraram num acordo preliminar.
As eleições gerais de Mianmar foram realizadas em 8 de novembro de 2015. Estas foram as primeiras eleições abertamente contestadas e realizadas em Mianmar desde 1990. Os resultados deram a Liga Nacional pela Democracia a maioria absoluta dos assentos em ambas as câmaras do Parlamento nacional, o suficiente para garantir que o seu candidato se tornaria presidente, enquanto o líder da LND, Aung San Suu Kyi é constitucionalmente impedido de a presidência.
O novo parlamento reuniu-se em 1º de fevereiro de 2016 e, em 15 de março de 2016, Htin Kyaw foi eleito como o primeiro presidente não-militar do país desde o golpe militar de 1962. Em 6 de abril de 2016, Aung San Suu Kyi assumiu o cargo recém-criado de Conselheiro de Estado, um papel semelhante a um primeiro-ministro.